# Col de Gleize
Le col de Gleize, à 1 691 mètres d'altitude, est situé dans le département des Hautes-Alpes, sur la commune de Gap, proche du col Bayard.

## Toponymie
L'étymologie par le mot occitan gleisa ou gleiso, signifiant « église », ne peut pas être étayée par une quelconque présence même ancienne d'édifice religieux. Par contre ce Gleize, comme d'autres toponymes de la région, notamment le Glaizil, semble plutôt désigner un lieu où la décomposition des marnes ou schistes a produit une quantité notable d'argile, ou « terre glaise ».

## Géographie
C'est une brèche dans la ligne de crêtes qui borde le massif du Dévoluy au sud-est, entre la montagne de Charance qui domine Gap et le pic de Gleize qui se trouve côté Champsaur.
On accède au col de Gleize depuis le col Bayard par une petite route en lacets qui, après avoir desservi quelques maisons isolées, grimpe à plus de 10 % jusqu'au col. Cette route est autorisée aux voitures jusqu'au col. Côté ouest, elle est prolongée par une route forestière qui passe successivement deux petits cols intermédiaires (col du Milieu et col de Chabanottes) avant de descendre en lacets jusqu'au fond du vallon de Chaudun.

## Intérêt touristique
Le col de Gleize est un lieu de promenade très apprécié, où le pique-nique est possible à la belle saison, en plein vent côté est, sous les arbres (pins) côté ouest. Du col la vue est dégagée vers le haut-Champsaur et le bassin de Gap, de part et d'autre du plateau de Bayard.
Hors saison d'hiver, le col est accessible en voiture depuis la RN85 au col Bayard par une route étroite, sinueuse et de forte pente ; il est possible de garer au col.

### Cyclisme
Pour les cyclistes et cyclotouristes, l'ascension du col est intéressante : 450 mètres de dénivelé en 5 kilomètres depuis le col Bayard, qu'on peut faire précéder de l'ascension du col Bayard lui-même depuis Gap (400 mètres de dénivelé en 7 kilomètres) ou depuis Brutinel (275 mètres en 4 kilomètres).

### Randonnée pédestre
Le col est le point de départ de plusieurs itinéraires de randonnée pédestre :
- la route forestière permet d'aller visiter le site de Chaudun (bonne route, mais dénivelé important après le col de Chabanottes), ancien village abandonné à la fin du XIXe siècle et dont ne restent que quelques ruines et le cimetière ; de Chaudun, les bons randonneurs peuvent emprunter le GR 93 le long du petit Buëch vers l'aval, ou le remonter en direction du col de Chétive au nord
- un embranchement sur la route forestière entre le col du Milieu et le col de Chabanottes conduit au « chemin de ronde », qui contourne le cirque de Chaudun en corniche par le nord, passant au-dessus des sources du Petit Buëch (sentier sans difficulté ; plusieurs descentes possibles vers Chaudun)
- du col de Chabanottes un sentier descend au sud vers le village de Rabou (long, difficulté moyenne)
- du col lui-même deux sentiers partent au sud vers Charance, l'un à flanc de montagne, l'autre proche de la crête (ce dernier de difficulté moyenne)
- côte nord, un sentier permet l'ascension du pic de Gleize (altitude 2 161 mètres) et du pic de l'Aiguille (alt. 2 140 m) voisin (sentier raide mais sans difficulté particulière) ; du sommet, la vue s'étend sur le massif des Écrins au nord et sur le massif du Parpaillon à l'est avec au premier plan les Autanes, le Piolit, la montagne de la Blanche et la Tête de l'Estrop au sud est, le massif des Monges au sud, le massif du Devoluy à l'ouest.
- un sentier forestier (facile) descend vers la station de Laye.

### Sports d'hiver
En hiver, la plupart de ces routes ou sentiers sont praticables en ski de fond ou raquettes. 
Les pentes du col sont fréquentés par les enfants en luge. Le col n'est pas déneigé, les véhicules peuvent se garer à mi-pente.